# بيتر رولينز
بيتر رولينز (بالإنجليزية: Peter Rollins)‏ هو كاتب وفيلسوف بريطاني، ولد في 31 مارس 1973 في بلفاست في المملكة المتحدة.